# Argia (mitologia)
Argia o Argea (in greco antico: Ἀργεία?, Arghèiā), è un personaggio della mitologia greca. Fu una principessa di Argo.

## Genealogia
Figlia di Adrasto e di Anfitea (figlia di Pronace) o Demonassa, sposò Polinice e fu madre di Tersandro.

## Mitologia
Fu la prima nata fra le tre sorelle e una volta adulta partecipò con altre donne ai funerali di Edipo, di cui in seguito sposò il figlio Polinice. Dopo la morte del marito, caduto a Tebe nella celebre guerra, si recò in quella città per recuperarne il corpo: lì venne sorpresa dalle guardie di Creonte, ma riuscì a fuggire.

## Nella cultura successiva
Argia è citata da Giovanni Boccaccio nell'opera De mulieribus claris.